# Lyncina aurantium
Lyncina aurantium, international auch als „Golden Cowry“ bekannt, ist eine Art der Gattung Lyncina aus der Familie der Kaurischnecken. Synonyme sind: L. aurora (Lamarck, 1810) und L. turanga (Staedman & Cotton, 1943).

## Beschreibung
Wie alle Arten der Gattung Lyncina wird diese Art mit einer Gehäuselänge von 85 bis 105 mm ebenfalls recht groß. Das größte jemals gefundene Exemplar ist 121 mm groß. Die Farbe des Gehäuses reicht von einem blassen Orangebraun bis zu orange, die Unterseite ist cremefarben.

## Lebensraum und Vorkommen
Diese eher seltene Art hat ein sehr großes Verbreitungsgebiet, welches weite Bereiche des südwestlichen Pazifiks umfasst. Lyncina aurantium lebt in 15 bis 45 Meter Tiefe im Meer, stets in der Nähe von Korallenriffen, wo sie Nahrung und Schutz vor Räubern findet. Üblicherweise versteckt sie sich tagsüber im Riff, um nachts Nahrung aufzunehmen.

## Bedeutung für den Menschen
Früher wurden die Gehäuse von Häuptlingen der Fidschi-Inseln zur Demonstration ihres Status getragen. Heute werden die Gehäuse auf den einheimischen Märkten an Touristen und Sammler verkauft. Der Preis kann bei besonders schönen und makellosen Schalen bei über 100 Euro liegen.